# Dienis Archipow
Dienis Michajłowicz Archipow, ros. Денис Михайлович Архипов (ur. 19 maja 1979 w Kazaniu) – rosyjski hokeista, reprezentant Rosji.

## Kariera
- Ak Bars Kazań (1996-2000)
- Milwaukee Admirals (2000-2001)
- Nashville Predators (2000-2004)
- Ak Bars Kazań (2004-2005)
- Chimik Mytiszczi (2005-2006)
- Chicago Blackhawks (2006-2007)
- Ak Bars Kazań (2007-2008)
- Atłant Mytiszczi (2008-2009)
- Nieftiechimik Niżniekamsk (2009-2012)
- CSKA Moskwa (2012)
- Torpedo Niżny Nowogród (2012/2013)

Wychowanek Ak Barsa Kazań. Od lipca 2012 zawodnik CSKA Moskwa. Następnie zawodnik Torpedo Niżny Nowogród.
Uczestniczył w turniejach mistrzostw świata w 2003, 2006.

## Sukcesy
Reprezentacyjne
- Srebrny medal mistrzostw Świata Juniorów do lat 20: 1998
- Złoty medal mistrzostw świata juniorów do lat 20: 1999

Klubowe
- Złoty medal mistrzostw Rosji: 1998 z Ak Barsem
- Srebrny medal mistrzostw Rosji: 2000 z Ak Barsem
- Brązowy medal mistrzostw Rosji: 1999 z Ak Barsem
- Puchar Kontynentalny: 2008 z Ak Barsem